# Kutyák
A kutyák a ragadozók rendjének, azon belül a kutyaalakúak alrendjének, a kutyafélék családjának egy nemzetsége.

## Rendszerezés
A nemzetségbe az alábbi nemek és fajok tartoznak:
Canina alnemzetség – 4 élő nem:
- Canis (Linnaeus, 1758) – 6 vagy 7 faj
  - Aranysakál (Canis aureus)
  - Afrikai farkas (Canis lupaster)
  - Prérifarkas más néven kojot (Canis latrans)
  - Farkas vagy szürke farkas (Canis lupus)
    - Kutya (Canis lupus familiaris vagy Canis familiaris)
    - Dingó (Canis lupus dingo)
      - Új-guineai éneklő kutya (Canis lupus dingo var.)

  - Vörös farkas vagy rőt farkas (Canis rufus)
  - Etióp farkas más néven kaber, etióp sakál vagy abesszin róka (Canis simensis)

- Lupulella (Hilzheimer, 1906) – 2 faj
  - Sujtásos sakál (Lupulella adustus)
  - Panyókás sakál (Lupulella mesomelas)

- Cuon (Hodgson, 1838) – 1 faj
  - Ázsiai vadkutya vagy dól (Cuon alpinus)

- Lycaon (Brookes, 1827) – 1 faj
  - Afrikai vadkutya vagy hiénakutya (Lycaon pictus)

Dél-amerikai kutyafélék (Cerdocyonina) alnemzetsége – 6 recens nem:
- Atelocynus (Cabrera, 1940) – 1 faj
  - Kisfülű kutya (Atelocynus microtis)
- Cerdocyon (Smith, 1839) – 1 faj
  - Rákászróka vagy közönséges pamparóka (Cerdocyon thous)
- Chrysocyon (Smith, 1839) – 1 faj
  - Sörényes farkas (Chrysocyon brachyurus)
- †Dusicyon (Smith, 1839) – 1 faj
  - Falklandi pamparóka (Dusicyon australis) – kihalt
- Pseudalopex (Burmeister 1856) – 6 faj
  - Culpeo pamparóka (Pseudalopex culpaeus)
  - Darwin-pamparóka (Pseudalopex fulvipes)
  - Igazi pamparóka (Pseudalopex gymnocercus)
  - Argentin pamparóka (Pseudalopex griseus)
  - Dél-amerikai róka vagy Sechura-pamparóka (Pseudalopex sechurae)
  - Deres róka (Pseudalopex vetulus)
- Speothos (Lund, 1839) – 1 faj
  - Erdei kutya (Speothos venaticus)

## Képek

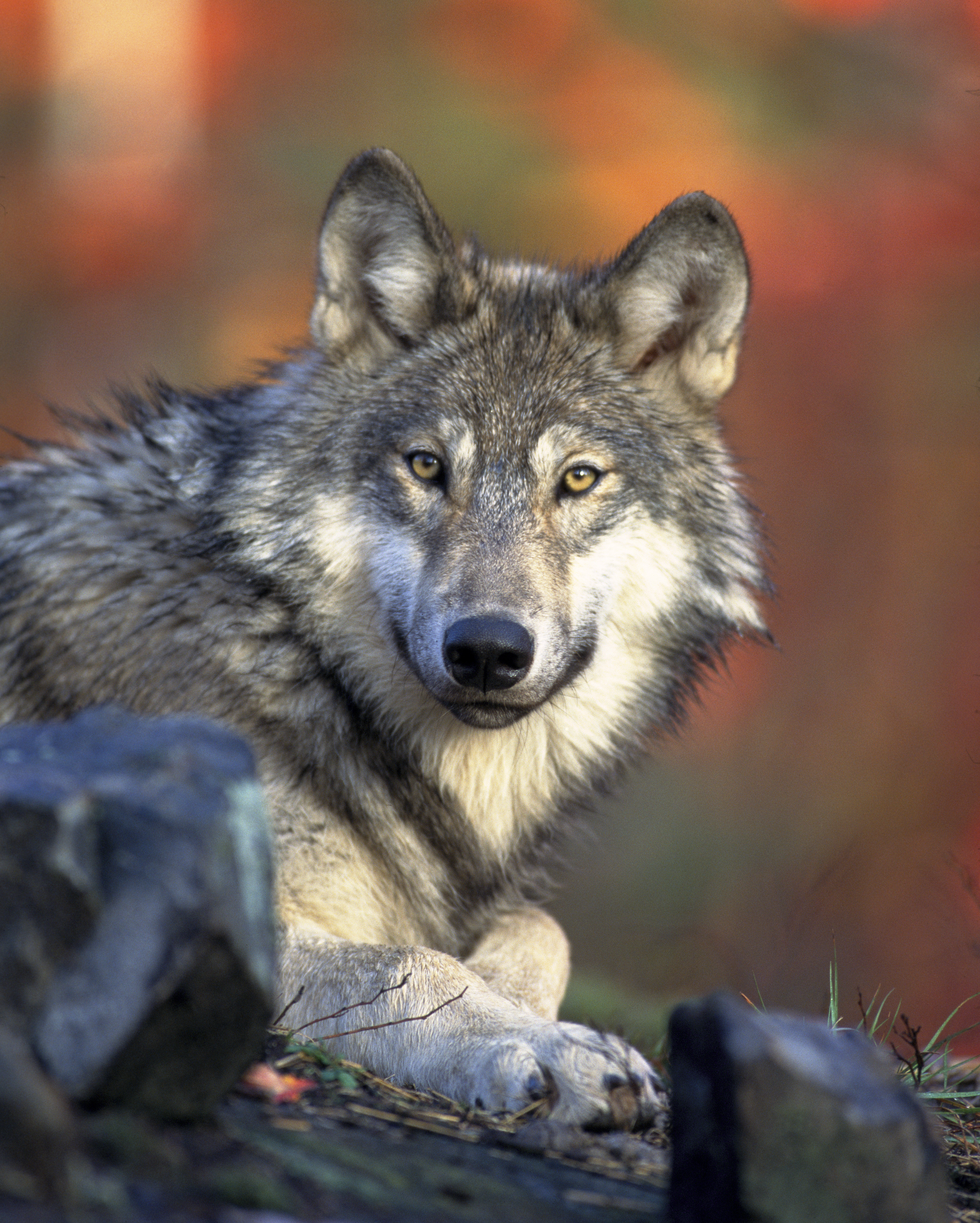
Szürke farkas (Canis lupus)
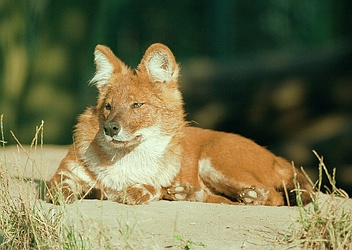
Ázsiai vadkutya (Cuon alpinus)
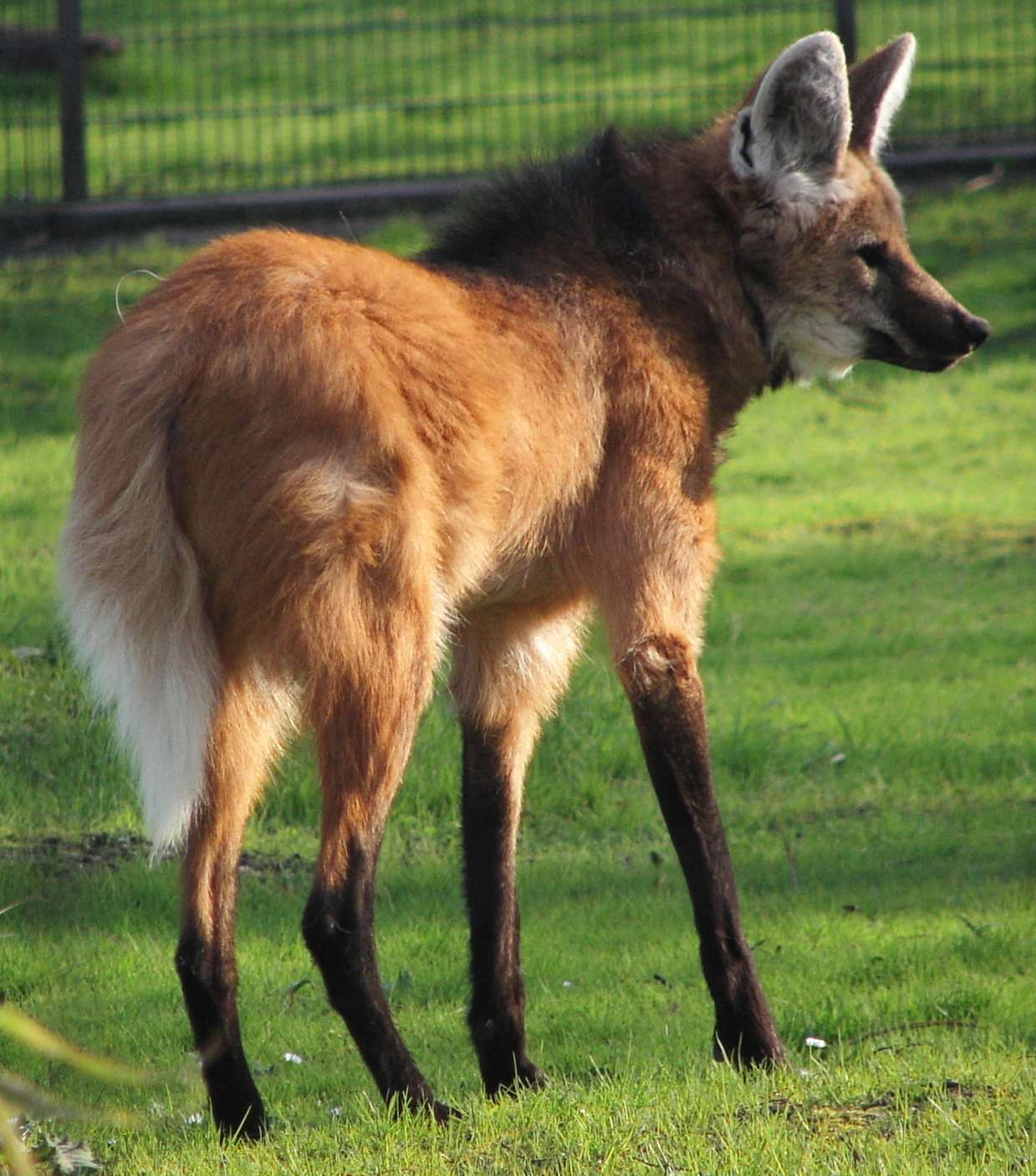
Sörényes farkas (Chrysocyon brachyurus)
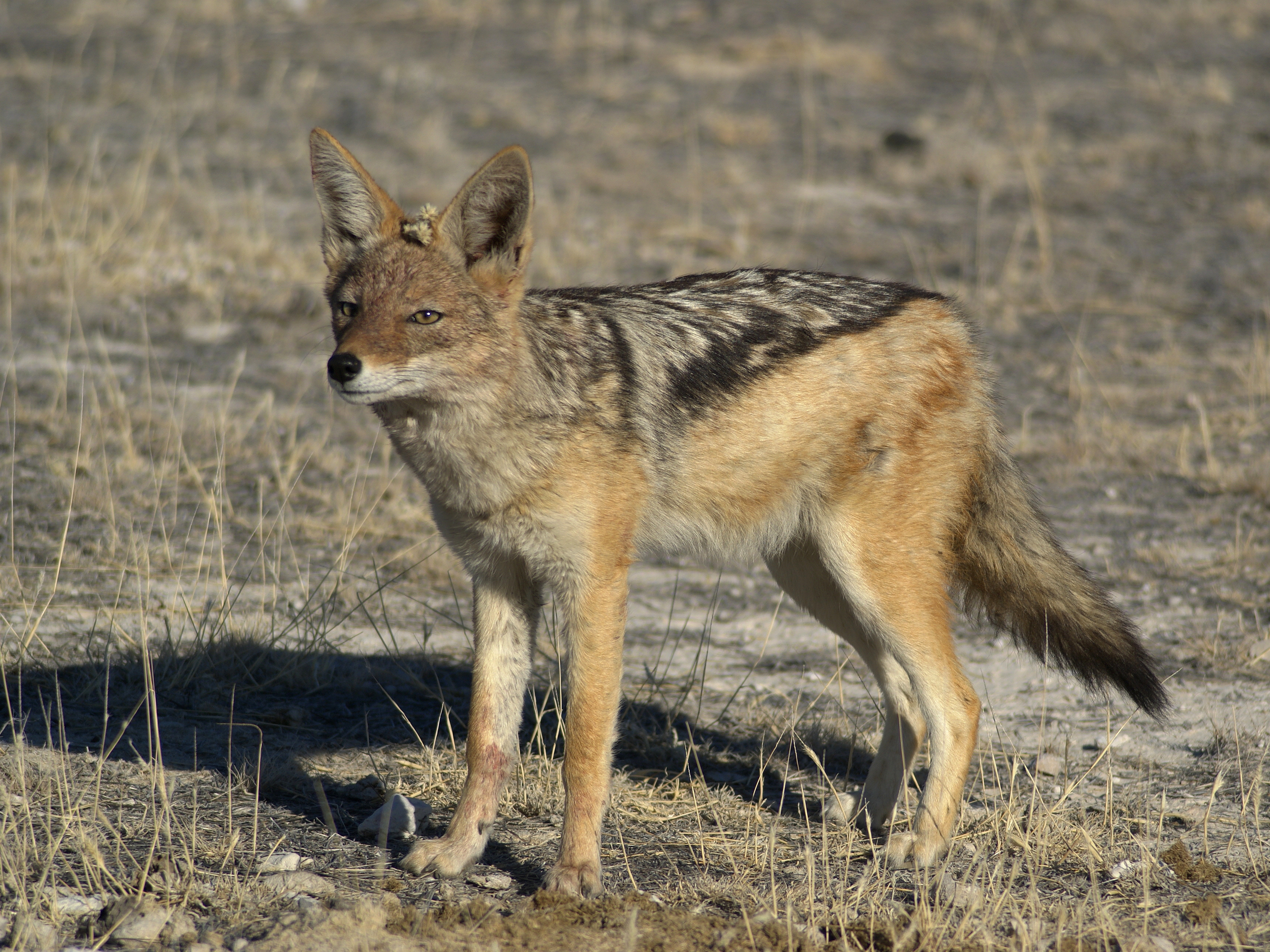
Panyókás sakál (Lupulella mesomelas)
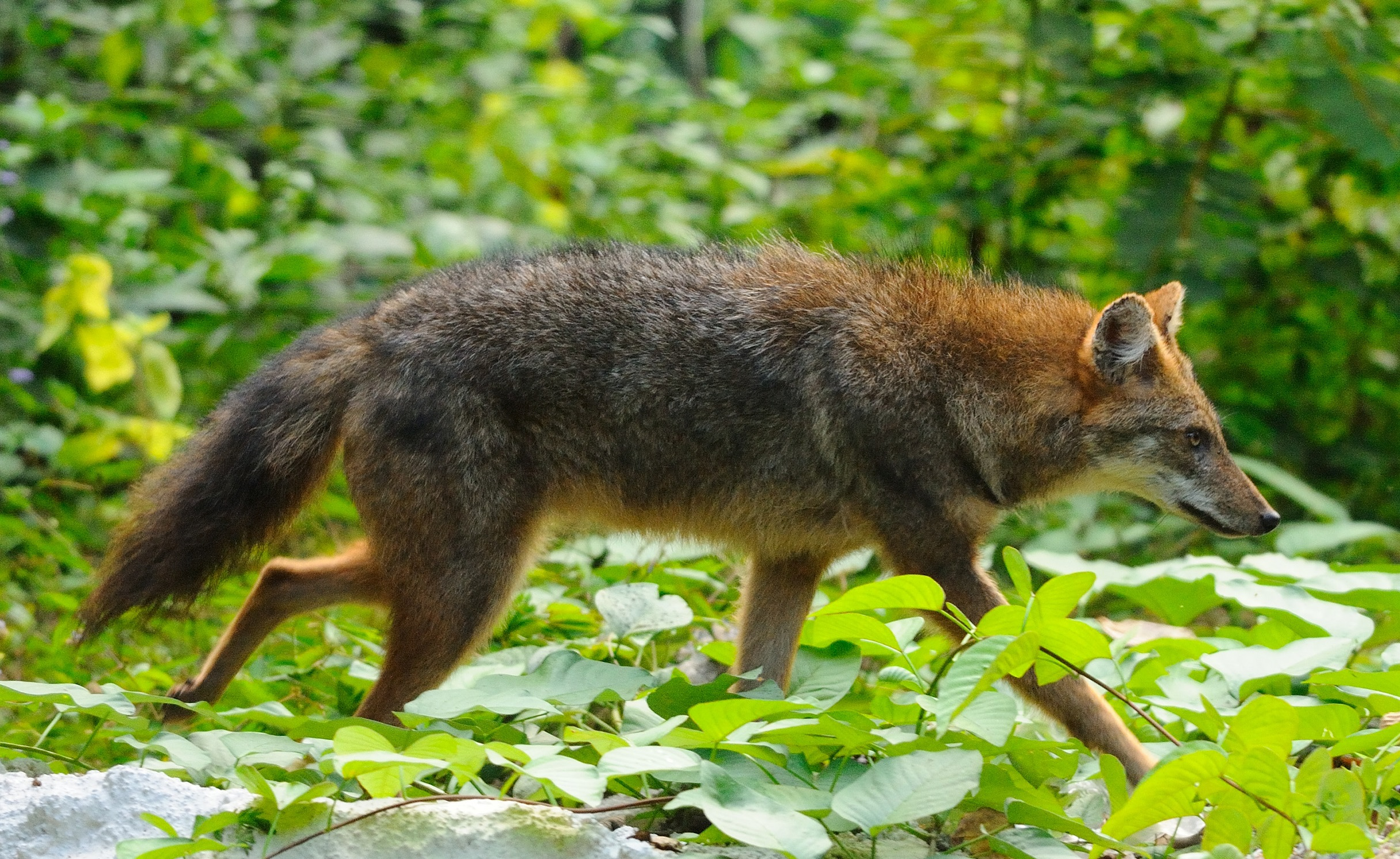
Aranysakál (Canis aureus)
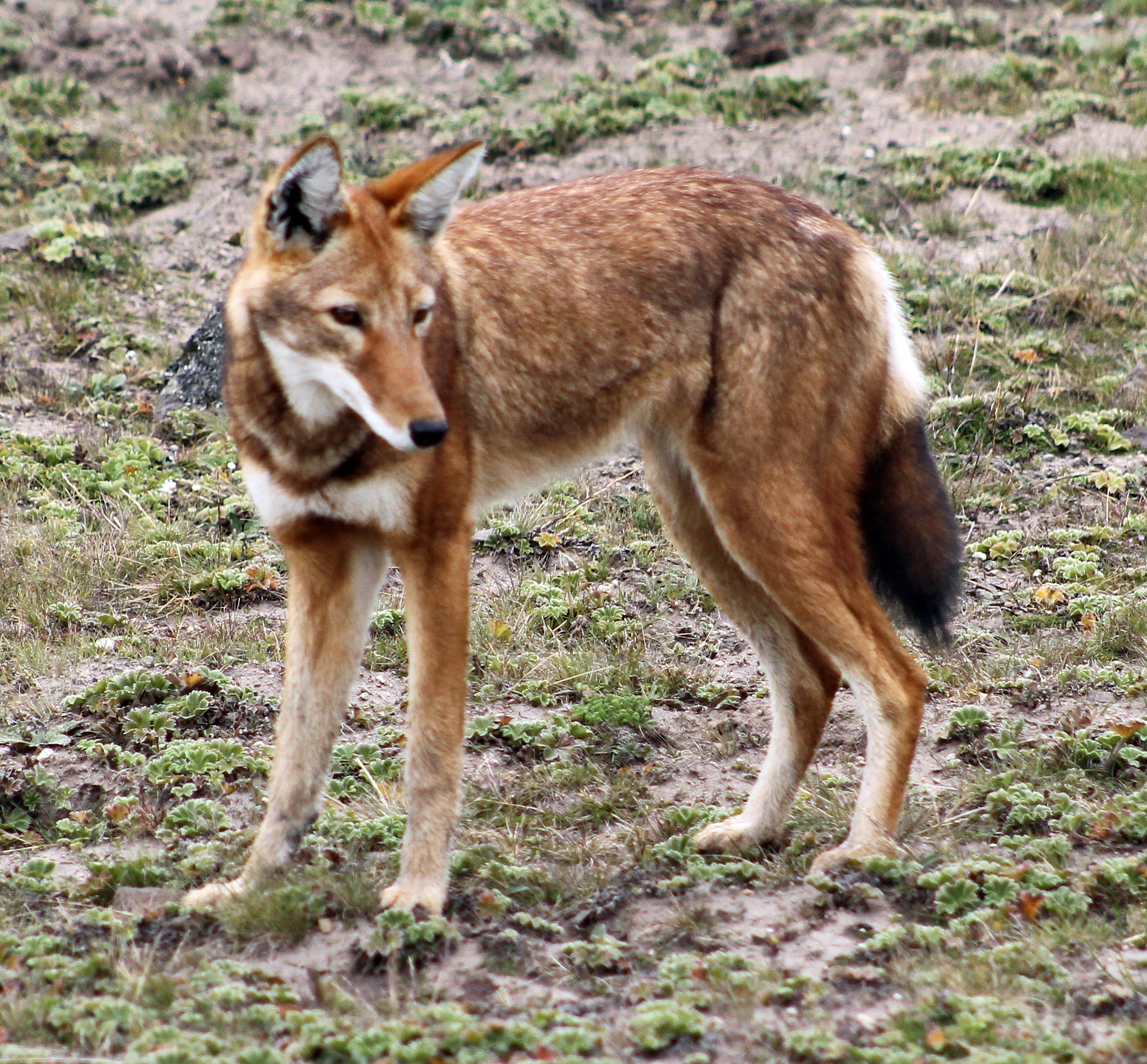
Etióp farkas (Canis simensis)
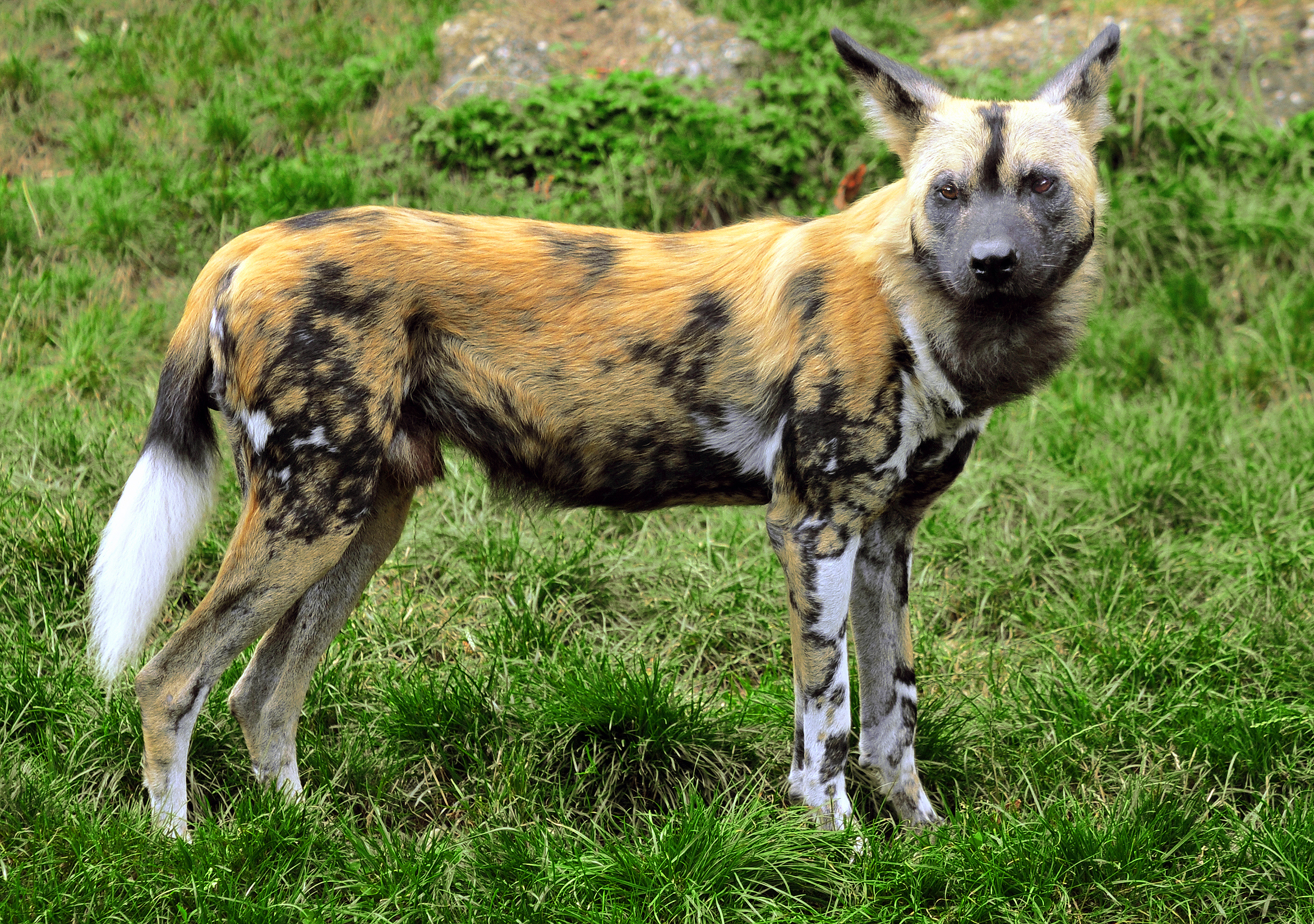
Afrikai vadkutya (Lycaon pictus)